# Belvédère du Chemin-Qui-Marche

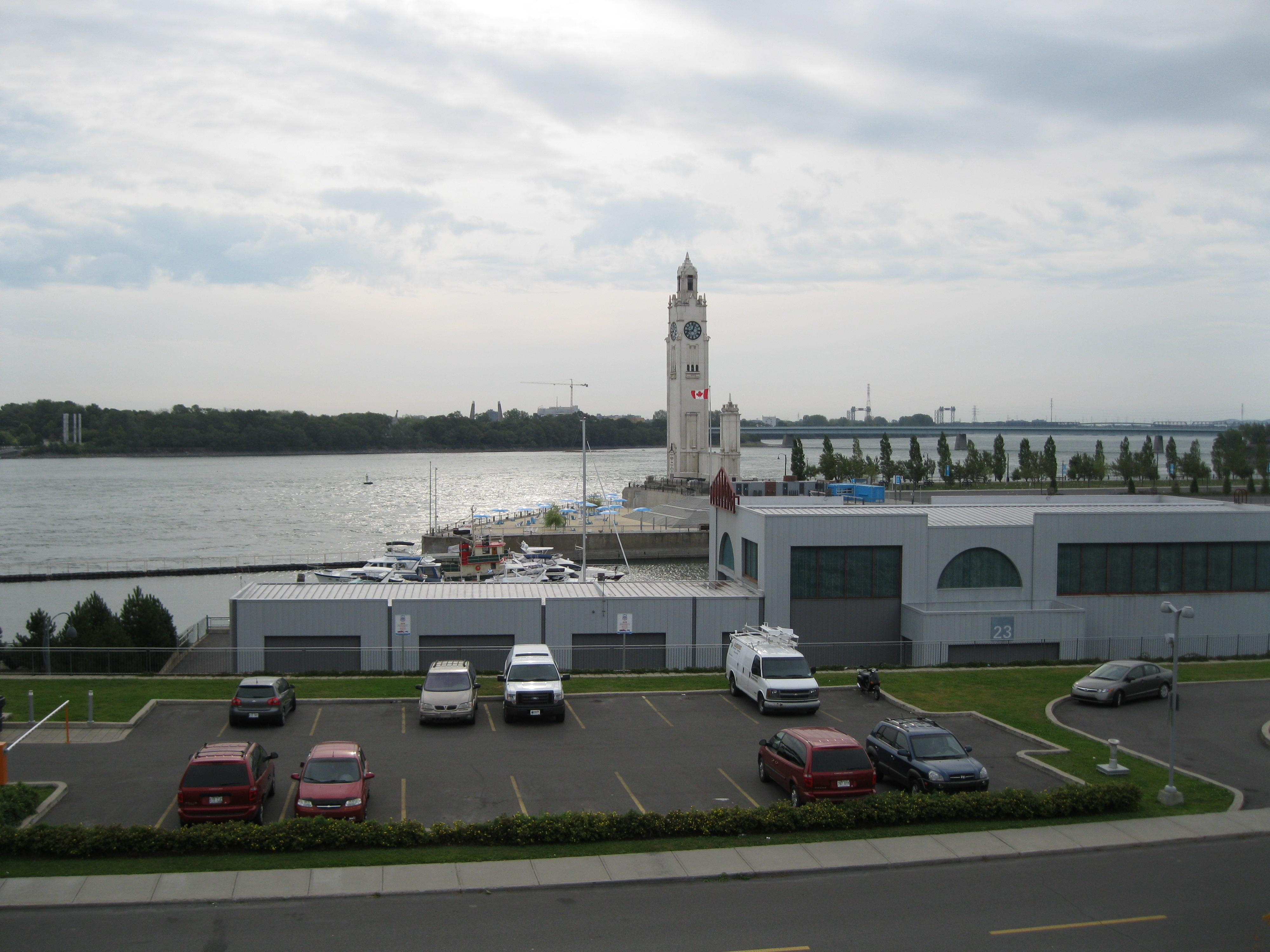
Vue sur l'île Sainte-Hélène,
le fleuve Saint-Laurent et le Vieux-Port

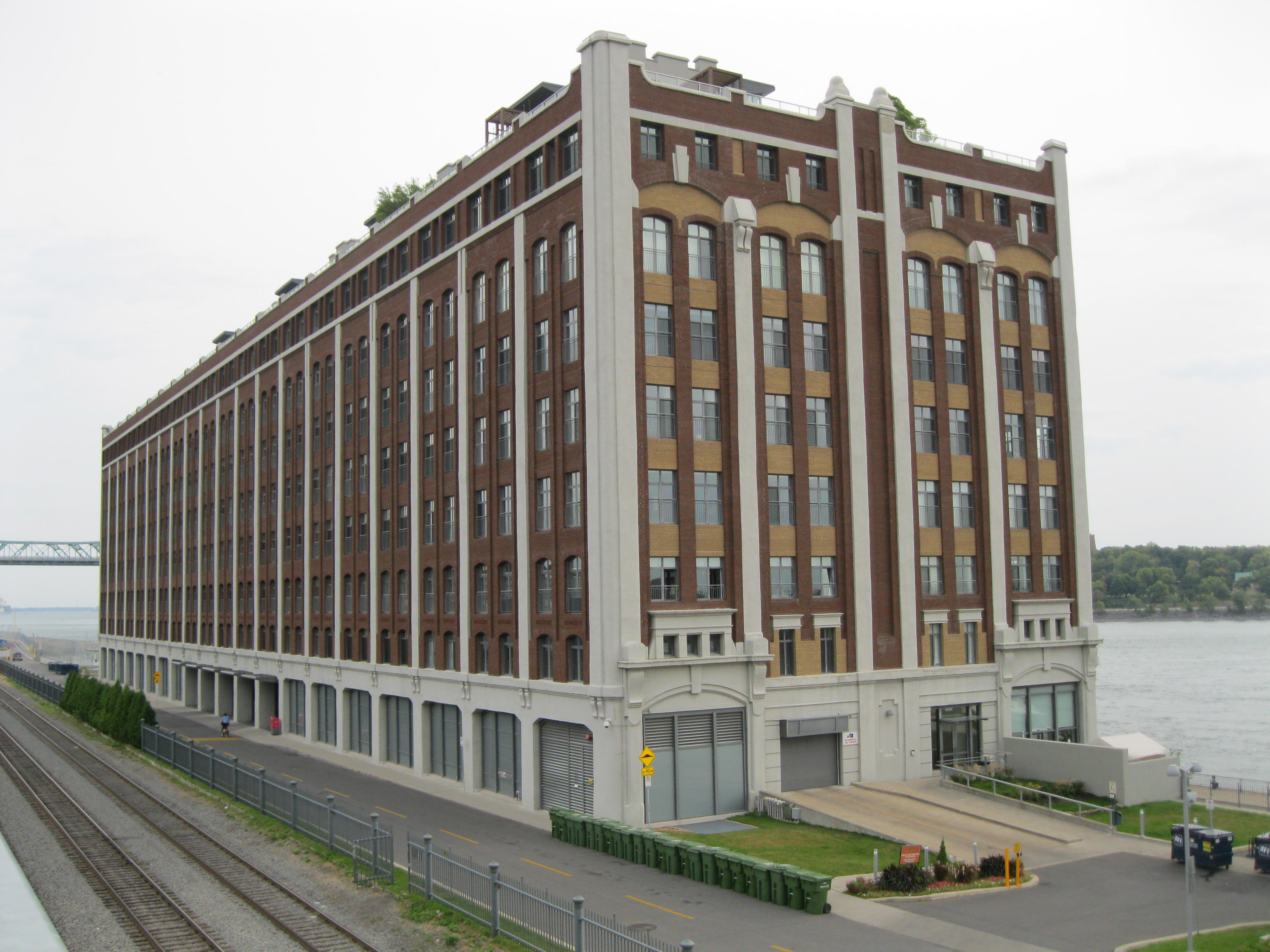
L'ancien entrepôt frigorifique
converti en résidences

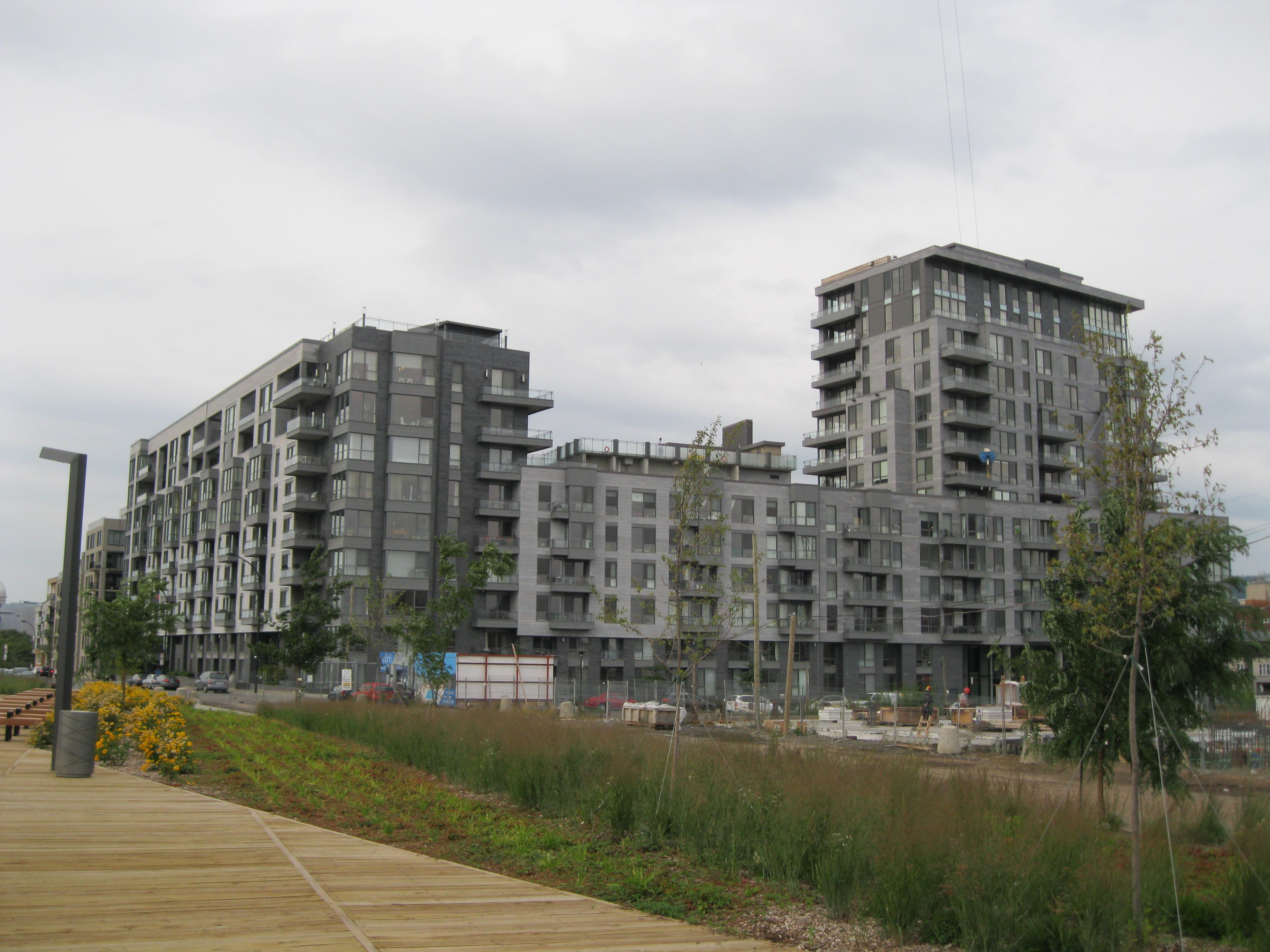
Résidences près du parc

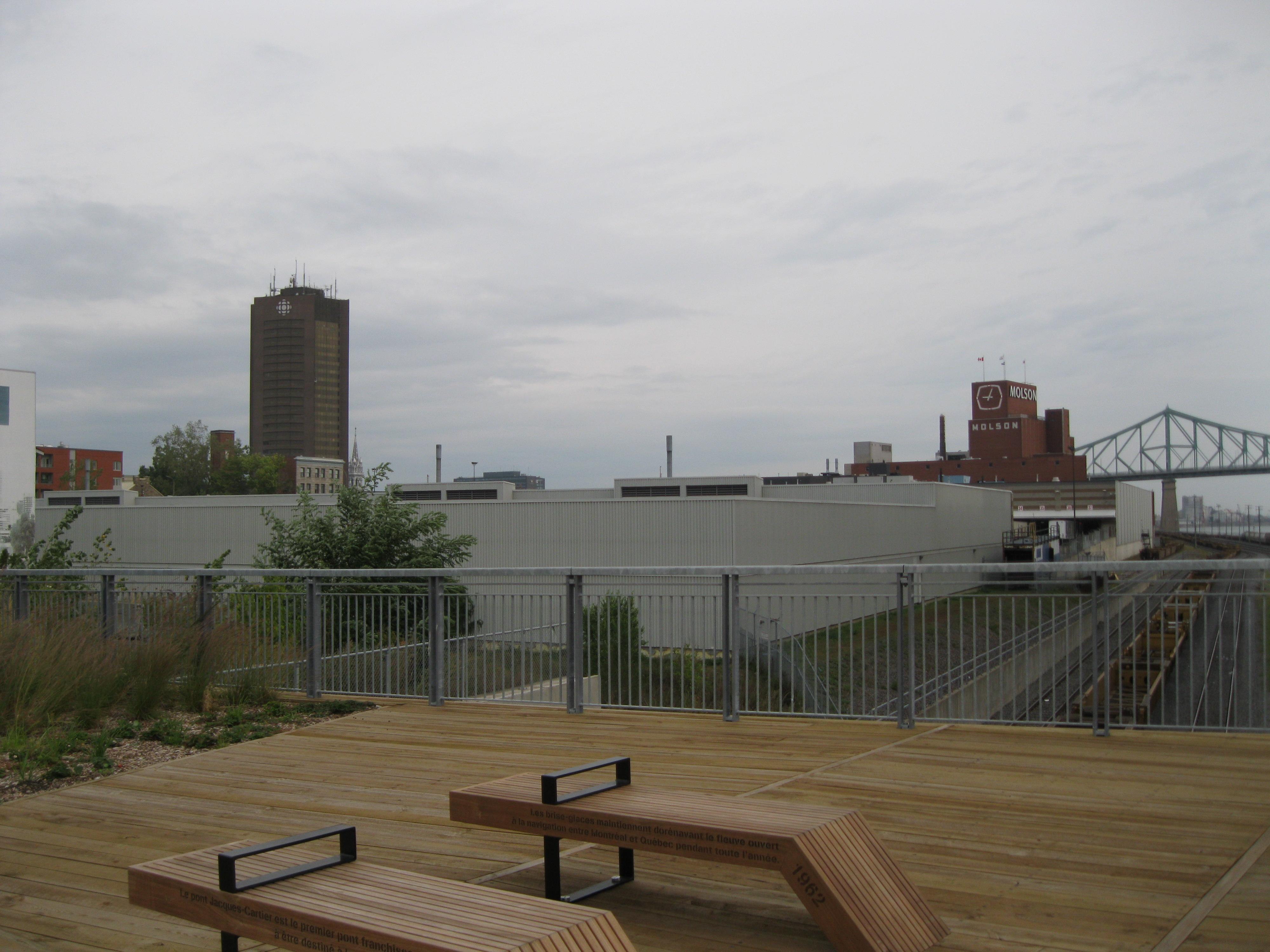
Maison de Radio-Canada, brasserie Molson et pont Jacques-Cartier à l'est

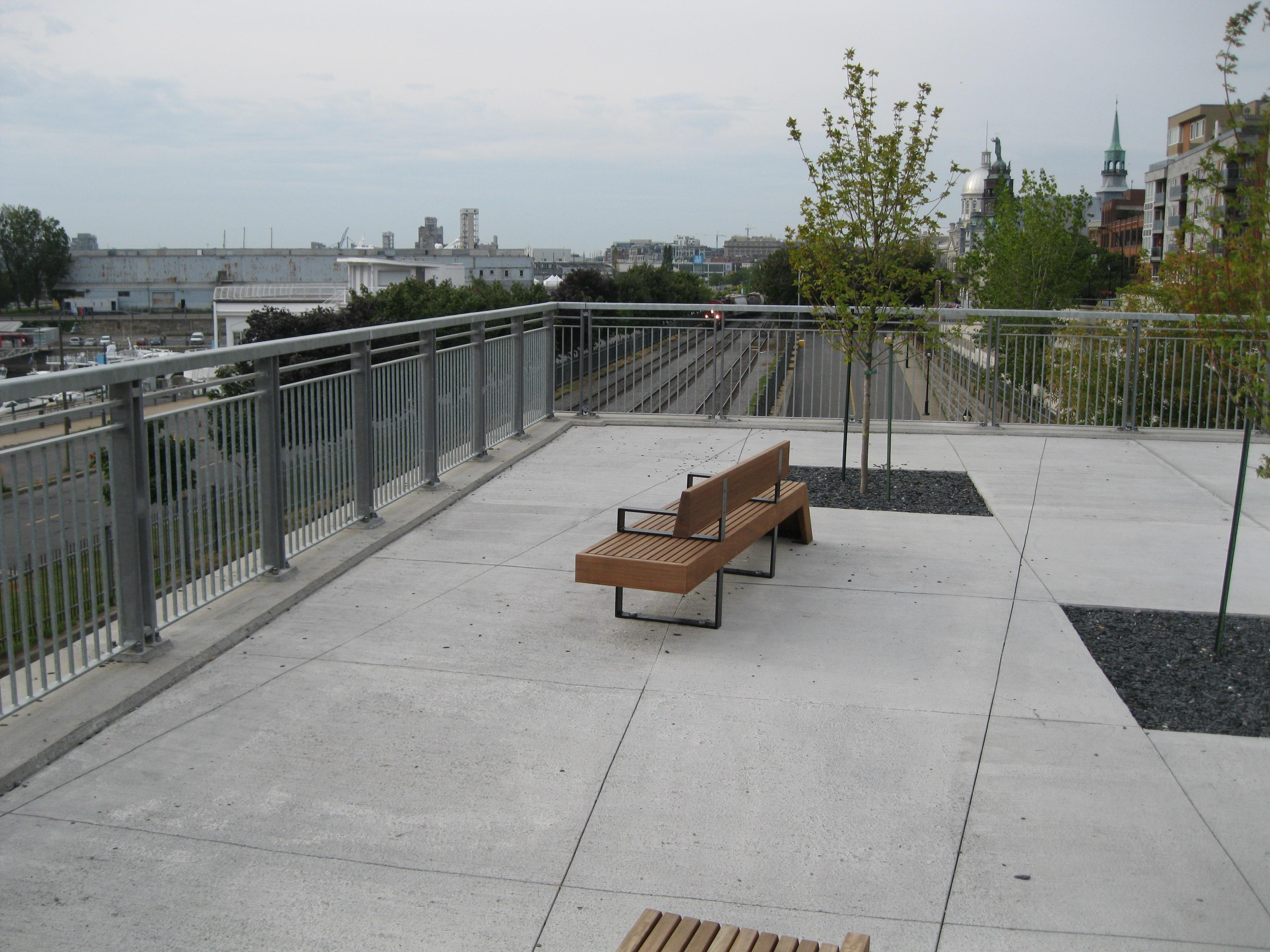
Marché Bonsecours et chapelle Notre-Dame-de-Bon-Secours à l'ouest

Le belvédère du Chemin-Qui-Marche est un parc linéaire et une promenade en planches à proximité du fleuve Saint-Laurent dans l'arrondissement Ville-Marie de Montréal. Il a été inauguré par le maire Gérald Tremblay le 17 septembre 2012

## Toponyme
« Le «chemin qui marche» est une expression descriptive et poétique associée au fleuve Saint-Laurent. Cette métaphore, dont l'origine demeure nébuleuse, est mentionnée au moins depuis le XVIIe siècle et est souvent attribuée aux Amérindiens qui habitaient le territoire avant l'arrivée des explorateurs français. »

## Description
Le belvédère du Chemin-Qui-Marche est un parc linéaire aménagé au sud de la rue de la Commune, à l'est de la rue Berri. Surplombant les voies de chemin de fer, il offre une vue sur le fleuve, l'île Sainte-Hélène et le Vieux-Port dans un secteur résidentiel récemment reconstruit (et densifié) qui était appelé à l'époque des fortifications le « faubourg Québec ».
Des plantes recouvrent la partie nord. Au sud, une terrasse en bois repose sur une structure en béton. Des bancs, au design inspiré du langage ferroviaire et portuaire des lieux, sont composés de bois et d'acier. Sur chaque banc est gravée une note historique sur Montréal.